# Cupidesthes hilarion
Cupidesthes hilarion är en fjärilsart som beskrevs av Gustaaf Hulstaert 1924. Cupidesthes hilarion ingår i släktet Cupidesthes och familjen juvelvingar. Inga underarter finns listade i Catalogue of Life.